# Linanthus campanulatus
Linanthus campanulatus är en blågullsväxtart som först beskrevs av Asa Gray, och fick sitt nu gällande namn av J.M. Porter och L.A. Johnson. Linanthus campanulatus ingår i släktet Linanthus och familjen blågullsväxter. Inga underarter finns listade i Catalogue of Life.